# Mármol brocatel

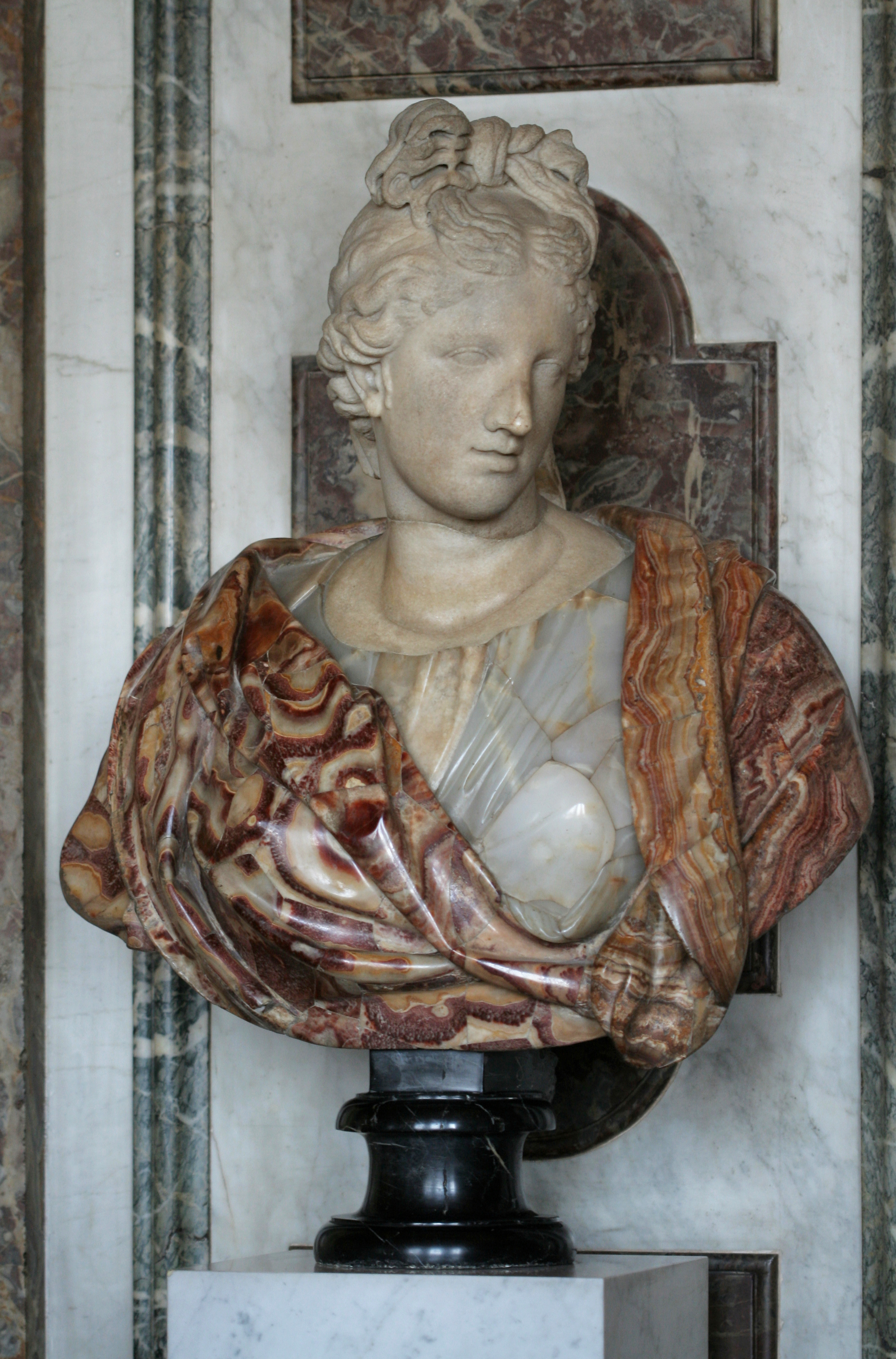
Busto de dama romana en mármol brocatel. Palacio de Versalles

Se conoce como brocatel a un tipo de mármol que presenta muchas vetas y colores diferentes del fondo. 
Existen mármoles brocatel de diferentes colores: 
- brocatel de Bolonia, gris
- brocatel de España, rojo oscuro
- brocatel de Moulins, gris azulado
- brocatel de Siena, amarillo

Los tonos de estos mármoles están lejos de ser uniformes. Por el contrario, aparecen salpicados de manchas de matices muy diversos, es decir, jaspeados. El brocatel de Andalucía por ejemplo, es de color rojizo jaspeado de amarillo, gris y blanco. 